# Palais de l'Assemblée Mansudae
Le palais de l'Assemblée Mansudae (en chosŏn'gŭl : 만수대의사당 et en hanja : 萬壽臺議事堂) est le siège de l'Assemblée populaire suprême, la législature monocamérale de la Corée du Nord, situé dans la capitale Pyongyang.

## Histoire
Avant la guerre de Corée, le territoire où se trouve le bâtiment était l'emplacement de l'ancienne prison pour femmes de Pyongyang. Le palais de l'Assemblée est achevé en octobre 1984.
Le 9 septembre 2022, un concert est donné dans l'enceinte de la salle de l'Assemblée pour commémorer le 74e Jour de la fondation de la République, retransmis en direct à Télévision centrale coréenne.

## Structure
Le bâtiment, qui couvre une superficie 45 000 mètres carrés, renferme 200 pièces dont une salle de réunion principale s'étendant sur 4 300 mètres carrés avec 2 000 sièges pour les parlementaires ainsi qu'un système d'interprétation simultanée pouvant aller jusqu'à dix langues étrangères en même temps. L'architecture est d'influence soviétique, mais ajoute quelques éléments coréens.